# Wouter Verschelden
Wouter Octaaf José Verschelden (Sint-Niklaas, 20 februari 1980) is een Belgisch journalist en uitgever.

## Biografie
Wouter Verschelden behaalde een master in de politieke wetenschappen aan de Universiteit Gent en een master in general management aan de Vlerick Business School. In 2010 behaalde hij een master in political journalism aan de Columbia-universiteit.
Van 2004 tot 2010 was Verschelden politiek journalist bij De Standaard. In 2007 schreef hij met Bart Brinckman, Isabel Albers en Steven Samyn de artikelenreeks De Zestien is voor u, een politieke reconstructie over de mislukte regeringsvorming na de stembusgang van 2007. Uit honderd uur aan interviews met hoofdrolspelers distilleerden de redacteurs tien exclusieve verhalen over wat werkelijk gebeurde achter de schermen. Deze artikelenreeks kreeg in 2009 een Dexia-persprijs.
In 2010 werd hij hoofdredacteur van De Morgen. Onder zijn hoofdredacteurschap werd in 2012 beslist om het woord "allochtoon" te schrappen in de krant. Verschelden lichtte deze beslissing toe in een opiniestuk in de krant die verscheen de dag nadien, op 20 september 2012, en de beslissing werd in veel nationale en internationale media uitgebreid besproken.
In november 2012 hebben Verschelden en uitgever De Persgroep "in onderling overleg" besloten hun samenwerking stop te zetten. Als hoofdredacteur werd hij opgevolgd door Yves Desmet.
In 2013 maakte hij de documentaire Stop de persen - de toekomst van de journalistiek voor Panorama (VRT). De documentaire werd onder meer verkocht aan Al Jazeera. Nadien verscheen er ook het boek Stop de Persen bij de uitgeverij Borgerhoff & Lamberigts.
In 2013 heeft Verschelden newsmonkey mee opgericht en schrijft er vooral over politiek. Hij is een vaste politieke commentator in het programma Villa Politica. In 2014 was hij een van de ‘40 under 40: European Young Leaders’, een initiatief van de denktanken EuropaNova en Friends of Europe.
In 2016 kwam de fictiereeks De 16 over de Belgische toppolitiek op televisie, naar een idee van Verschelden.
Sinds 2019 schrijft Verschelden voor de Nederlandstalige editie van Newsweek. In 2021 bracht hij De Doodgravers van België uit, een boek over de vorming van de regering De Croo.
Verschelden is samen met Paul Gheysens (CEO van Ghelamco, voorzitter van voetbalclub Antwerp) eigenaar van MediaNation. De radiozender van het bedrijf, Business AM Radio, doet eind 2023 de boeken toe, nadat het bedrijf al jaren verlies zou hebben geleden. Een groot deel van het personeel kreeg enkele maanden geen loon meer en een deel ervan stapte naar de rechter. Anderen hebben de bestuurders Paul Gheysens en Wouter Verschelden officieel in gebreke gesteld en overwegen ook verdere juridische stappen wegens "wanbeleid" en "amateurisme".
Vanaf 9 januari 2023 presenteerde hij samen met Linda De Win het wekelijkse politieke praatprogramma The Insiders op de digitale radiozender Business AM.
In mei 2024 verliet Verschelden MediaNation.
Op 3 juni 2024 start hij met zijn nieuwe project "W16", een dagelijks verslag over wat zich in de coulissen van de Wetstraat afspeelt.